# Violeta Andreu

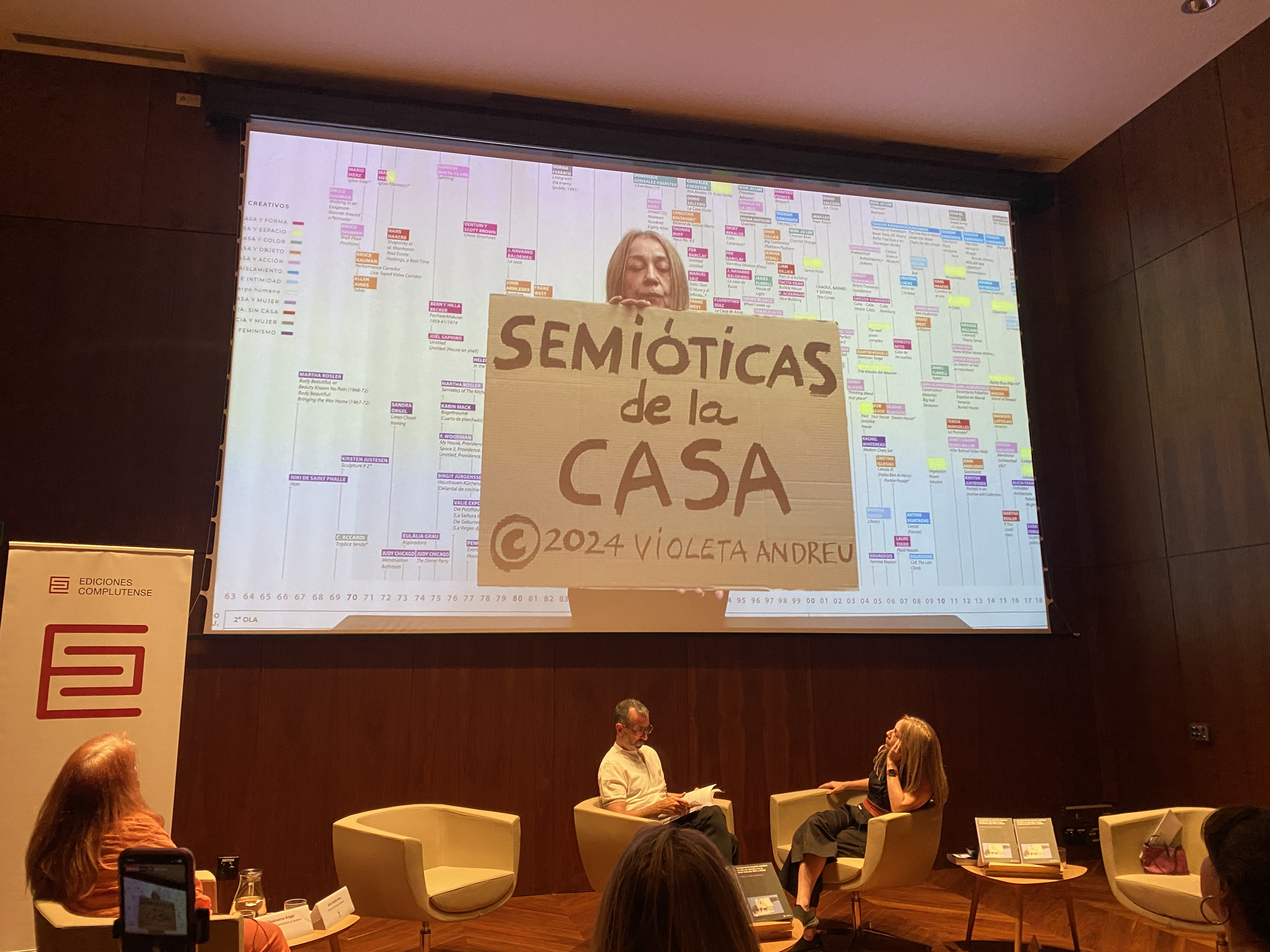
En el Museo Thyssen de Madrid con su última performance.

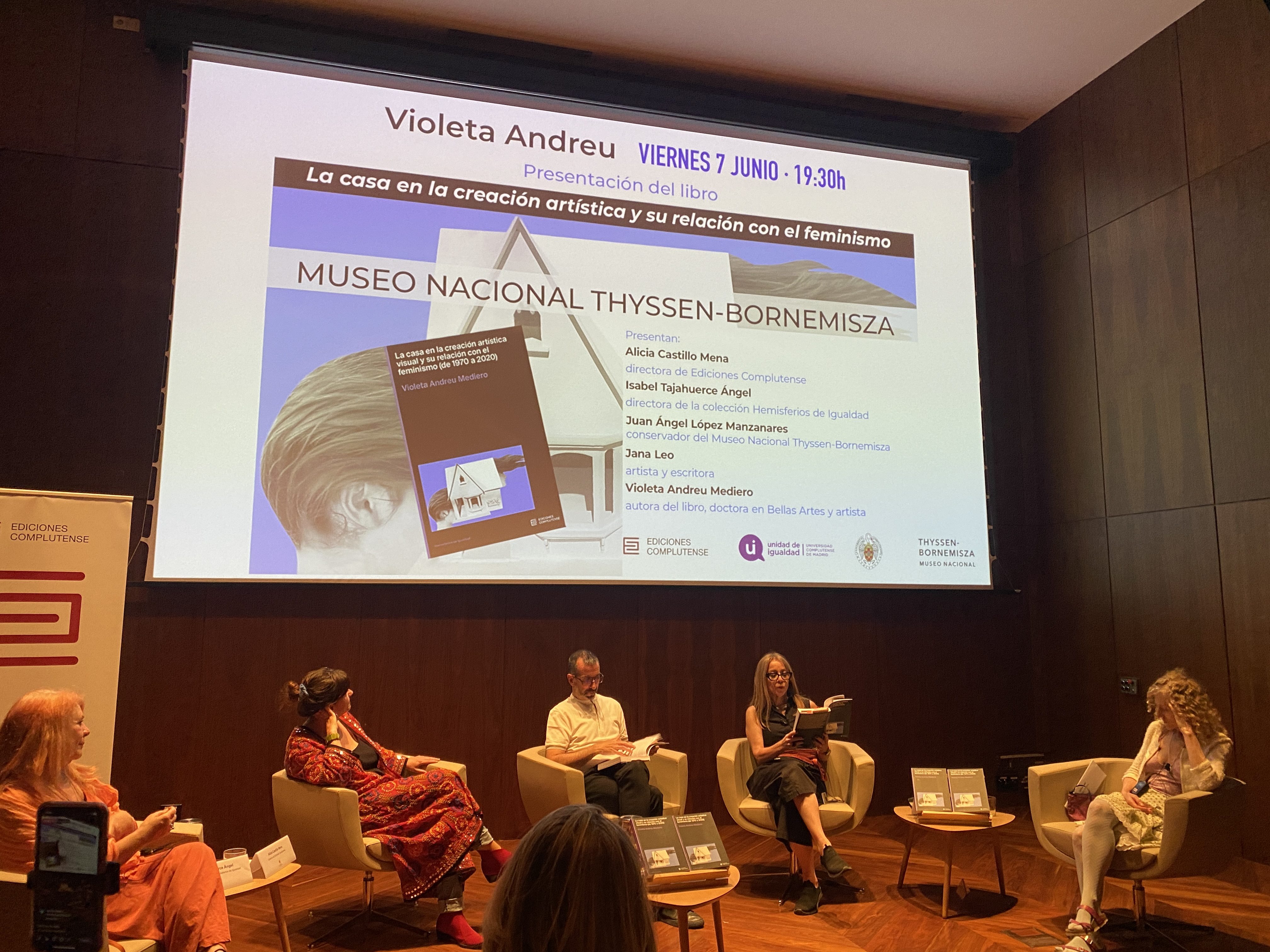
En el Museo Thyssen de Madrid

Violeta Andreu Mediero (Madrid 4 de julio de 1966) es  una artista feminista multidisciplinar y gestora cultural  española.

## Trayectoria profesional
Estudió en el Real Conservatorio Superior de Música de Madrid, tuvo como profesores a los compositores Luis de Pablo y Cristóbal Halffter, entre otros  y licenciada en Bellas Artes en la Universidad Complutense de Madrid en el año 1992. En dicha universidad se doctoró en Bellas Artes  (cum laude, 2021), con la tesis La casa en la creación artística y su relación con el feminismo (De 1970 a 2020).   
Estudió Diseño Gráfico durante un año en Leeds Beckett University, Gran Bretaña. Además completó su formación con un curso de Gestión Cultural en la Universidad Complutense de Madrid.
Su carrera artística la desarrolla como dibujante, ilustradora y diseñadora, además ha participado en Proyectos de Innovación Educativa con las Editoriales SM y ANAYA y ha participado en la  Investigación aplicada a los hallazgos de la Excavación Arqueológica de la Plaza de Oriente de Madrid,  contribuyendo  en la documentación gráfica para Patrimonio Nacional.
Activista feminista, forma parte de las principales asociaciones de artistas como Mujeres en las Artes Visuales (MAV) y Clásicas y Modernas entre otras.
En el año 2024 publicó con la editorial Hemisferios de igualdad el libro con el mismo título que su tesis La casa en la creación artística visual y su relación con el feminismo (de 1970 a 2020). Dicho libro se ha presentado en la NeoMudejar de Madrid y en el Museo Thyssen-Bornemisza de Madrid el 7 de junio de 2024.

### Exposiciones
Desde 1991 como artista visual  ha expuesto obras  en diferentes espacios de Madrid, como Espacios Habitados  en la Galería Edurne, en 2003, la feria de arte contemporáneo ARCO Madrid, Museo la Neomudéjar de Madrid y en otras ciudades como con la galería Fúcares en la Feria de Arte Santander,  Museo de Zaragoza, Academia de Bellas Artes de Varsovia y Universidad de las Artes de Poznan (Polonia). No place (2019), Nomad (2018), Aquí no hay fronteras, Ellas, mujeres Bartle- bys (2014),  He participado en exposiciones colectivas como Haciendo Barrio (Centro Cultural Conde Duque, 2017), De líneas, formas, medidas, color y materia (Galería Edurne, 2011), El papel, ese soporte (Galería Edurne, 2005), la Feria de Arte Santander con la Galería Fúcares (2003); participado en la Bienal de Artes Plásticas Ciudad de Pamplona; y en la 5.ª y 3.ª Edición de la exposición 12x12, en San Sebastián (2000 y 1998).
En 1999, participó con la videocreación Espacios Cruzados en la exposición colectiva de arte urbano, en las Facultades de Derecho y la Biblioteca de la Universidad Autónoma de Madrid. Y estrené Summernight walk, Expansión 5:22 y Spiral (32, 31 y 30 Festival International des Musiques et Creations Electroniques de Bourges, Francia). Estrené en la calle del Tesoro mi obra Eight ways to take shape en 1997; y participé en una acción colectiva en la Rue Sebastián Mercier, en París en 1994; en Rockeby Gardens, en Leeds, Gran Bretaña y en otras dos exposiciones colectivas en la Academia Supe- rior de Arte de Poznan, Polonia.)
Participó en la informatización del dibujo arqueológico en España en 1995, y he recibido Premios como el Primer Premio MacUser en dibujo por ordenador de imagen Bitmap y PostScript.

### Comisariados
- Además de su labor artística, ha  colaborado en actividades de gestión como con el Museo Thyssen- Bornemisza en las exposiciones La Bauhaus y Karl Blossfeldt. Unformen der Kunst; y Thyssen-Bornemisza Art Contemporary (TBA 21), en Más que humanas [con los artistas Dominique González Foerster y Tomás Saraceno], Joan Jonas. Moving Off the Land II [con la artista Joan Jonas].
- En 2021 comisarió la Exposición 40 años de la ley del Divorcio, para la Unidad de Igualdad de la Universidad Complutense de Madrid (UCM), en el Pabellón de Gobierno de la Universidad Complutense de Madrid. Y en 2022, junto a Soniya Amrital Patel, la Exposición Prostitución. Un atentado contra los derechos humanos, en Baluarte, una exposición de BNM.  Ciclo de performances Un aguacero.[9]
- Participa en  el congreso Internacional transversal de investigación de las artes denominado RADAR.